# Арес, Аду
Мальком Абдулай Арес Джало (исп. Malcom Abdulai Ares Djaló; 12 октября 2001, Бильбао, Испания), более известный как Аду Арес — испанский футболист, вингер клуба «Атлетик Бильбао», выступающий на правах аренды за клуб «Реал Сарагоса».

## Клубная карьера
15 августа 2022 года Арес дебютировал за основную команду клуба «Атлетик Бильбао» в матче чемпионата Испании против «Мальорки».

## Достижения
«Атлетик Бильбао»
- Обладатель Кубка Испании: 2023/24